# Poire Belle-Hélène
La poire Belle-Hélène est un dessert à base de poires pochées dans un sirop, accompagnées d'une glace à la vanille et nappées de chocolat chaud.

## Historique
À la création de La Belle Hélène, opéra bouffe en trois actes de Jacques Offenbach, à Paris au théâtre des Variétés le 17 décembre 1864, plusieurs chefs de restaurant des Grands Boulevards nomment diverses préparations « Belle-Hélène ». Ainsi, apparaît un tournedos grillé Belle-Hélène, garni de pommes paille, de cresson et de fonds d'artichaut emplis de béarnaise. Les suprêmes de volaille sautés Belle-Hélène sont quant à eux dressés sur des croquettes d'asperge, surmontées d'une lame de truffe. C'est dans ce contexte qu'est créé le dessert baptisé « poire Belle-Hélène ».
Son invention est parfois attribuée à Auguste Escoffier. Toutefois, aucune source historique ne l'atteste. En 1864, Escoffier est employé à l'hôtel Bellevue de Nice. Il y rencontre le propriétaire du Petit Moulin Rouge, un restaurant parisien à la mode situé rue d'Antin, qui lui propose un poste de commis rôtisseur. C'est ainsi qu'il s'installe à Paris en 1865. Il est plus vraisemblable qu'il ait plus tard retravaillé la recette de la poire Belle-Hélène.

## Préparation
La poire Belle-Hélène se prépare avec une poire entière, williams classiquement. Après l'avoir épluchée, tout en conservant le pédoncule, elle est pochée dans un sirop fait de sucre et d'eau à parts égales. Refroidie, puis égouttée, la poire est dressée sur de la glace à la vanille et nappée d'une sauce chaude, faite de chocolat noir additionné d'un peu de beurre. Il est aussi possible d'ajouter des amandes effilées.